# Кроуфорд (округ, Пенсільванія)
Шаблон:StateAbbr_ 41°41′ пн. ш. 80°07′ зх. д. / 41.68° пн. ш. 80.11° зх. д.
Округ  Кроуфорд (англ. Crawford County) — округ (графство) у штаті  Пенсільванія, США. Ідентифікатор округу 42039.

## Історія
Округ утворений 1800 року.

## Демографія
За даними перепису 
2000 року 
загальне населення округу становило 90366 осіб, зокрема міського населення було 31079, а сільського — 59287.
Серед мешканців округу чоловіків було 43968, а жінок — 46398. В окрузі було 34678 домогосподарств, 23871 родин, які мешкали в 42416 будинках.
Середній розмір родини становив 3,01.
Віковий розподіл населення поданий у таблиці:
| Стать    | До 15 років | 15-21 | 22-29 | 30-39 | 40-49 | 50-65 | 65-85 | Понад 85 |
| -------- | ----------- | ----- | ----- | ----- | ----- | ----- | ----- | -------- |
| Чоловіки | 9454        | 4951  | 3824  | 5843  | 6658  | 7340  | 5339  | 559      |
| Жінки    | 8687        | 4762  | 3953  | 6282  | 6977  | 7583  | 6928  | 1226     |

## Суміжні округи
- Ері — північ
- Воррен — схід
- Венанго — південний схід
- Мерсер — південь
- Трамбалл, Огайо — південний захід
- Ештабула, Огайо — захід

## Виноски
1. ↑  U.S. Decennial Census. United States Census Bureau. Архів оригіналу за 26 квітня 2015. Процитовано 6 березня 2015.
2. ↑  Historical Census Browser. University of Virginia Library. Архів оригіналу за 11 серпня 2012. Процитовано 6 березня 2015.
3. ↑  Forstall, Richard L., ред. (24 березня 1995). Population of Counties by Decennial Census: 1900 to 1990. United States Census Bureau. Архів оригіналу за 20 березня 2015. Процитовано 6 березня 2015.
4. ↑  Census 2000 PHC-T-4. Ranking Tables for Counties: 1990 and 2000 (PDF). United States Census Bureau. 2 квітня 2001. Архів оригіналу (PDF) за 18 грудня 2014. Процитовано 6 березня 2015.
5. ↑  State & County QuickFacts. United States Census Bureau. Архів оригіналу за 21 квітня 2014. Процитовано 16 листопада 2013.(англ.) Наведено за англійською вікіпедією.
6. ↑  American FactFinder. Бюро перепису населення США. Архів оригіналу за 29 липня 2011. Процитовано 31 січня 2008.

| США | Це незавершена стаття з географії США. Ви можете допомогти проєкту, виправивши або дописавши її. |